# District de Huli
Pour les articles homonymes, voir Huli.
Le district de Huli (湖里区 ; pinyin : Húlǐ Qū) est une subdivision administrative de la province du Fujian en Chine. Il est placé sous la juridiction de la ville sous-provinciale de Xiamen.